# Morena Skrytaja
Die Morena Skrytaja (Transkription von russisch Морена Скрытая ‚Versteckte Moräne‘) ist eine Moräne im ostantarktischen Mac-Robertson-Land. In den Prince Charles Mountains liegt sie südlich des Shaw-Massivs.
Russische Wissenschaftler benannten sie.